# Balázs Piri Zoltán
Balázs Piri Zoltán (Szabadka, 1949. január 19. –) magyar színész.

## Életpálya
1973-ban színészi oklevelet szerzett Budapesten a Színház- és Filmművészeti Főiskolán, majd ugyanebben az évben szerződtette a Szabadkai Népszínház, innen 1977-ben átszerződött az Újvidéki Rádió társulatához, de az Újvidéki Színház előadásaiban is fellépett. Kezdetben néhány főszerepet, köztük énekes szerepeket is játszott, majd elsősorban epizódszerepeket alakított.

## Főbb színházi szerepei
- William Shakespeare: Romeo és Júlia... Benvolio
- Molnár Ferenc: Játék a kastélyban... Ádám
- Szigligeti Ede: Liliomfi... Adolf
- Neil Simon: Legénylakás... Chuck Baxter
- Miroslav Krleža: Galícia... Horvát kadét
- Miroslav Krleža: Golgota... Munkás az Arzenálban és a temetőben
- Leonard Gershe: A pillangók szabadok... Don Baker
- Friedrich Dürrenmatt: Angyal szállt le Babilonba... Nimród király
- Sławomir Mrożek: Mészárszék... A filharmónia igazgatója
- Valentyin Petrovics Katajev: A kör négyszögesítése... Iván
- Arisztophanész: Lysistrate... Spártai követ
- Bertolt Brecht: Kurázsi mama... A verbuváló
- Bertolt Brecht: Baal... Johannes Schmid
- Branislav Nušić: A megboldogult... Mile
- Tom Jones: Fantasztikus... Matt, a fiú
- Gobby Fehér Gyula: A szabadság pillanata... Vízhordó

## Filmek, tv
- A fekete macska (1972)